# Звездара (ТВ серија)
Звездара је српска телевизијска серија, снимана током 2012. године а прва епизода је премијерно емитована 1. јануара 2013. године. Сценарио је писао Драгослав Лазић који је и режирао.

## Радња
Вера, Нада и Дана су сестре по изгледу су сличне али по карактеру су веома различите. Нада је прагматична и животно мудра, удата је за Богдана, политичара, нема школу али зна како себи да омогући леп и лагодан живот. Вера живи у облацима, немирног је духа и заљубљиве природе а најмлађа Дана, је тинејџерка преокупирана собом и сопственом сликом у огледалу. Уз њих три брат Гаги живи као миљеник свих.

## Сезоне
| Сезона | Сезона | Епизода | Премијерно емитовање | Премијерно емитовање |
| Сезона | Сезона | Епизода | Почетак емитовања    | Завршетак емитовања  |
| ------ | ------ | ------- | -------------------- | -------------------- |
|        | 1      | 20      | 1. јануар 2013.      | 19. мај 2013.        |
|        | 2      | 20      | 25. јануар 2015.     | 5. јул 2015.         |

## Улоге
| Глумац                | Улога                             |
| --------------------- | --------------------------------- |
| Горица Поповић        | Елеонора Ели Симић                |
| Бранислав Лечић       | Стенли                            |
| Весна Чипчић          | Анђа Рајковић                     |
| Јанош Тот             | Живорад Жиле Рајковић             |
| Ненад Ћирић           | Драгољуб                          |
| Мирка Васиљевић       | Вера Симић (прва сезона)          |
| Маја Шиповац          | Вера Симић (друга сезона)         |
| Софија Јуричан        | Цока                              |
| Слободан Стефановић   | Макс                              |
| Драгана Туркаљ        | Тања Аврамов                      |
| Синиша Убовић         | Богдан                            |
| Миљан Прљета          | Душан                             |
| Зорана Бећић          | Виолета                           |
| Драгана Мићаловић     | Дана Симић                        |
| Данијела Петковић     | Милена                            |
| Стеван Мрђеновић      | Фића                              |
| Стеван Пиале          | Гаги Симић                        |
| Анита Лазић Тодоровић | Нада                              |
| Немања Јаничић        | Мита                              |
| Игор Ђорђевић         | мафијаш „Вожд“ {Добрица Петровић} |
| Радомир Николић       | Роки                              |
| Јанко Цекић           | Тршави                            |
| Власта Велисављевић   | Бркић                             |
| Ненад Ненадовић       | Раша                              |
| Гордана Бјелица       | Кети                              |
| Предраг Милетић       | Александар Обрадовић „Сурови“     |
| Ева Рас               | Мица                              |
| Ксенија Јанићијевић   | Моника Марковић                   |
| Немања Стаматовић     | Питер                             |
| Владимир Ћирковић     | Радник у Вождовој златари         |
| Драгиша Милојковић    | златар, Цокин рођак               |
| Алзан Пелешић         | Шиптар                            |
| Аљоша Вучковић        | Дон Педро                         |
| Мира Бањац            | Тетka                             |
| Франо Ласић           | Министар Jојић                    |
| Сузана Манчић         | Мадам Бланш                       |
| Игор Первић           | Анђин брат Тола                   |

## Специјални гост
- Станија Добројевић
- Нина Радуловић Лечић

## Награде
На 3. Федису 2013. године:
- Анита Лазић је добила Повељу за запажену женску улогу
- Миљан Прљета је добио Повељу за запажену мушку улогу

## Занимљивости
- Мирку Васиљевић је у другој сезони у улози Вере заменила глумица Маја Шиповац.
- Због смрти глумца Јаноша Тота лик Жилета се не приказује у серији. Због великог значаја, његов лик је и даље уз велика ограничења присутан у серији, али без дијалога и приказивања лица. Са образложењем да је оптерећен личним проблемима и тешком ситуацијом у земљи, отишао у Америку код ћерке из првог брака.